# Uffes källare
Uffes källare är en tidigare konsertlokal och skivbutik i kvarteret Kristina på Sandsgärdsgatan i Växjö. Konsertverksamheten startade 1990 och källaren blev en viktig musikscen för bland annat indiepopgenren under 1990- och 2000-talet.

## Historia
Musikscenen i Uffes källare startades och drevs ursprungligen av Ulf Ekerot (1946–2015). Ekerot var en av initiativtagarna till Kulturföreningen Kristina, som bildades 1990 och arrangerade den första konserten i källaren, med postpunkbandet Throwaway Children den 2 mars 1990.
Andra grupper som spelat på Uffes källare, i flera fall tidigt i karriären, är: The Ark (29 november 1991), Bob hund (5 mars 1992), Chris Bailey (12 december 1990), Easy (16 mars 1990, då som TV Pop Crisis), Eggstone (2 maj 1992), Kent (5 mars 1992), Lolita Pop, Melody Club, Popsicle (15 maj 1992) och This Perfect Day (7 december 1990). Uffes källare lyftes fram när Sveriges Radio P3 utsåg Växjö till årets popstad 2003.
År 2016 öppnade den Malmöbaserade skivbutiken Rundgång en vinylbutik i Uffes källare. Butiken i Växjö blev fristående 2023. Samma år flyttade butiken, med det nya namnet Mono, in i grannlokalerna som tidigare tillhört Lindströms tryckeri och konstnären Åskar Lilja öppnade galleriet Kaross i Uffes källare.